# Lypsimena proletaria
Lypsimena proletaria là một loài bọ cánh cứng trong họ Cerambycidae.